# Diego Brum
Reynaldo Buzzoni de Oliveira Neto, mer känd under artistnamnet Diego Brum, född 3 februari 1989 i Linhares, är en brasiliansk före detta fotbollsspelare.

## Karriär
I mars 2014 skrev Brum på för Syrianska FC. Han spelade 26 matcher och gjorde ett mål i Superettan 2014. Efter säsongen lämnade han klubben.
Brum spelade nio matcher för moldaviska Milsami 2016. I februari 2018 återvände Brum till Syrianska FC. Efter säsongen 2018 fick han inte förlängt kontrakt och lämnade klubben.

## Karriärstatistik
| Klubb              | Säsong             | Liga               | Liga    | Liga | Svenska cupen | Svenska cupen | Övrigt  | Övrigt | Totalt  | Totalt |
| Klubb              | Säsong             | Division           | Matcher | Mål  | Matcher       | Mål           | Matcher | Mål    | Matcher | Mål    |
| ------------------ | ------------------ | ------------------ | ------- | ---- | ------------- | ------------- | ------- | ------ | ------- | ------ |
| Syrianska FC       | 2014               | Superettan         | 26      | 1    | 0             | 0             | —       | —      | 26      | 1      |
| Milsami            | 2016/2017          | Divizia Națională  | 9       | 0    | —             | —             | —       | —      | 9       | 0      |
| Syrianska FC       | 2018               | Division 1 Norra   | 24      | 4    | 1             | 0             | 2       | 0      | 27      | 4      |
| Totalt i karriären | Totalt i karriären | Totalt i karriären | 59      | 5    | 1             | 0             | 2       | 0      | 62      | 5      |

1. ↑  Uppflyttningskvalmatcher mot IFK Värnamo.[9][10]